# Bandeira da França
A Bandeira da França (também conhecida como a tricolor ou bleu, blanc, rouge) é uma tricolor dividida em três faixas verticais (azul, branca e vermelha), simboliza a Revolução Francesa (1789), sendo que o azul e o vermelho representam as cores de Paris, enquanto o branco representa as origens, ou seja, a realeza. De acordo com o Marquês de Lafayette, o branco, a "cor francesa ancestral", foi adicionado às cores da milícia parisiense para criar um laço tricolor, ou nacional. Este laço se tornou parte do uniforme da Guarda Nacional, que sucedeu a milícia e foi comandada por Lafayette. Lembrando do lema francês, as cores representam também Liberté (Liberdade), Egalité (Igualdade) e Fraternité (Fraternidade), na ordem da bandeira, "método" também usado na moeda francesa. Com vínculo à revolução e ao império, ela foi muito rejeitada inicialmente, sendo substituída por uma bandeira branca entre 1814 e 1830. A Revolução de 1830, conhecida também como Revolução de Julho, restabeleceu a antiga bandeira tricolor, que se consagrou definitivamente.
Azul e vermelho são as cores tradicionais de Paris, utilizadas no Brasão da cidade. O Azul é identificado com São Martinho de Tours e o vermelho com São Dinis de Paris. As cores azul e vermelho já haviam sido utilizadas pelos franceses antes da Revolução, que trouxe o uso dessas cores de volta.

## História
Durante o início da Idade Média, a oriflama, a bandeira de São Dinis, era utilizada. Era uma bandeira vermelha, com dois, três ou cinco pontas. Originalmente, era a bandeira real da Dinastia Capetiana. Ele era guardada na abadia de São Dinis, de onde era retirada somente quando uma guerra eclodia. Reis franceses saíam para a batalha precedidos quer pela capa azul de São Martinho, que era para proteger o monarca, ou pela bandeira vermelha de São Dinis. Mais tarde, durante a Alta Idade Média, essas cores passaram a ser associadas com a casa reinante da França. Em 1328, o brasão de armas da Casa de Valois era azul com flores-de-liz douradas e com vermelho limitado. Desse momento em diante, os reis da França foram representados em vinhetas e manuscritos vestindo um casaco vermelho sob um manto azul decorado com flores-de-lis douradas.
Durante a Guerra dos Cem Anos, a Inglaterra era reconhecida por uma cruz vermelha, e a França, por uma cruz branca. Esta cruz poderia figurar tanto em um campo azul ou um campo vermelho. O campo azul, eventualmente, tornou-se o padrão comum para os exércitos franceses. A bandeira pessoal de Joana d'Arc durante a Guerra dos Cem Anos é descrita em suas próprias palavras, "Eu tinha uma bandeira da qual o campo estava polvilhado com lírios, o mundo estava pintado lá, com um anjo de cada lado, era branco do pano branco chamado 'Boccassini', estava escrito acima dele, creio eu, 'Jhesus MARIA', que estava franjado com seda". O estandarte de Joana levou ao uso proeminente do branco em bandeiras francesas posteriores.
A partir da adesão dos Bourbons ao trono da França, passou-se usar uma bandeira branca, o símbolo da pureza e da autoridade real. A marinha mercante foi atribuída "a antiga bandeira da nação da França", a cruz branca em um campo azul.

Na tomada da Bastilha em 1789, a milícia parisiense usava laços azuis e vermelhos em seus chapéus. A cor branca possuía muito destaque em bandeiras francesas e é descrita como a "cor francesa ancestral" por Lafayette. O branco foi adicionado as cores revolucionárias dos laços da milícia para nacionalizar o projeto, criando assim o cocar tricolor. Apesar de Lafayette identificar a faixa branca com a nação, outros a identificaram com a monarquia. Lafayette negou que a bandeira continha qualquer referência ao libré vermelho-e-branco do Duque de Orléans. Apesar disso, orleanistas adotaram a bandeira tricolor como a sua própria. 

Insígnia Nacional.

Azul e vermelho estão associados com a Virgem Maria, padroeira da França, e foram as cores da oriflama. As cores da bandeira francesa podem também representar os três principais estados do Antigo Regime (o clero: branco, a nobreza: vermelho e a burguesia: azul). Azul, como o símbolo da classe, vem em primeiro lugar e vermelho, representando a nobreza, vem por último. Ambas as cores extremas estão situadas em cada lado do branco referindo-se uma ordem superior.
O laço tricolor de Lafayette foi adotado em julho de 1789, um momento de unidade nacional que logo desapareceu. Monarquistas começaram a usar laços brancos e usar bandeiras brancas, enquanto os jacobinos, e mais tarde os socialistas, bandeiras vermelhas. A bandeira tricolor, que combina o branco monarquista com o vermelho republicano, passou a ser vista como um símbolo de moderação e de um nacionalismo que transcende o partidarismo.
As três cores são ocasionalmente tomadas para representar os três elementos do lema revolucionário, liberté (liberdade: azul), égalité (igualdade: branco), fraternité (fraternidade: vermelho);
Por outro lado, o website do governo francês considera que o campo branco era a cor do Rei, enquanto azul e vermelho eram as cores de Paris.
Em 1976 o então presidente Valéry Giscard d'Estaing alterou o azul da bandeira, tornando-o mais aberto para que combinasse com a cor da bandeira europeia, para evitar um confronto estético entre os dois tons de azul.
Em 2020, a azul voltou para azul-marinho, num regresso às versões mais antigas da bandeira francesa, e representa uma ligação aos símbolos e valores da Revolução Francesa.

## Cores

Comparação dos tons de cores.

As cores adotadas por Valéry Giscard d'Estaing, foram substituídas por uma versão mais escura das cores da bandeira francesa.
| Autoridade                          | Sistema         | Azul        | Branco        | Vermelho    |
| ----------------------------------- | --------------- | ----------- | ------------- | ----------- |
| Associação Francesa de Padronização | AFNOR NFX 08002 | A 503       | A 665         | An 805      |
| Embaixada Alemã (cores mais claras) | Pantone         | Reflex blue | Safe          | Red 032     |
| Embaixada Alemã (cores mais claras) | CMYK            | 100.80.0.0  | 0.0.0.0       | 0.100.100.0 |
| Embaixada Alemã (cores mais claras) | RGB             | (0,85,164)  | (255,255,255) | (239,65,53) |
| Embaixada Alemã (cores mais claras) | HEX             | #0055A4     | #FFFFFF       | #EF4135     |

## Bandeiras históricas

A Oriflama, o estandarte da Dinastia Capetiana
Bandeira da França, do século XII até 1364
Bandeira da França (1364–1638)
Os cruzados franceses usavam uma cruz vermelha sobre fundo branco durante as cruzadas. A bandeira foi confiscada no País de Gales em 1283 e adotada pelos ingleses.
A Cruz branca de São Miguel sobre fundo azul se opunha a cruz vermelha dos ingleses, sob fundo branco, sendo o azul a cor da capa de São Martinho de Tours e da Dinastia Capetiana. Durante a Guerra dos Cem Anos se tornou a bandeira militar da França.
Após o fim das Guerras religiosas na França (1598), a bandeira branca da Casa de Bourbon passou a ser usada. Foi usada como bandeira nacional de 1638 até 1790.
Bandeira naval do Reino da França.
Bandeira real do rei Luís XIV da França.
Bandeira do Reino da França e posteriormente da Primeira República Francesa (1790–1794)
Bandeira da França desde 1794 (interrupção:1815–1830)
Bandeira usada de 1814 a 1830 na presença do Rei ou da Família Real.[3] Desenho de 1643.
Bandeira do Reino Constitucional da França (proposta): A tricolore francesa com a coroa real e o brasão de flor-de-lis foi possivelmente desenhada pelo Conde de Chambord em sua juventude como um compromisso. Nunca chegou a ser implementada.
Bandeira da França Livre (1940–1944)
Estandarte pessoal de Philippe Pétain, como Chefe da França de Vichy (1940–1944).
Bandeira do Governo da União Francesa (1946–1958)